# Alfred Sisley
Alfred Sisley (Párizs, 1839. október 30. – Moret-sur-Loing, 1899. január 29.) angol nemzetiségű, de Franciaországban élő és alkotó impresszionista festőművész.

## Élete

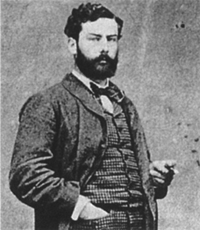
1882-ben

Sisley egy Párizsban élő gazdag angol üzletember – selyemkereskedő – gyermekeként született. Édesanyja igen művelt asszony volt, különösen zenei téren.
Iskoláinak elvégzése után apja Londonba küldte, hogy javítson angolnyelv-ismeretén és üzleti tapasztalatokat szerezzen. Ő azonban inkább a művészetek iránt érdeklődött, és Londonban is múzeumokba járt, hogy John Constable és William Turner munkásságát tanulmányozza.
Négy év után, 1862-ben visszatért Párizsba és  Marc-Charles-Gabriel Gleyre svájci festő műtermében folytatta tanulmányait, ahol megismerkedett Frédéric Bazille, Claude Monet, és Pierre-Auguste Renoir festőkkel. Hamarosan együtt festettek tájképeket szabadtéren en plein air, hogy meg tudják ragadni a napfény játékát. Ez az akkor újszerű megközelítés nagyban eltért a közönség által megszokottól, ezért Sisley és barátai nehezen találtak lehetőséget műveik kiállítására, még kevésbé eladására. Sisley apja támogatása révén, barátaitól eltérően, egyelőre anyagilag független volt.
Korai művei elkallódtak. Első ismert művét, a „Fasor egy kisváros mellett” című képet, valószínűleg 1864 körül készítette. Ebből a korból származó tájképein komor, sötét színeket, barnákat, sápadt kékeket és zöldeket használt. Leginkább Marly-le-Roi és Saint-Cloud környékén dolgozott.
1866-ban egybekelt a Párizsban élő breton nemzetiségű Marie Eugénie Lescouezec-kel (1834–1898), akitől egy fia (Pierre, 1867) és egy lánya (Jeanne, 1869) született. 1870-től, miután apja a porosz–francia háború következtében tönkrement, nagy szegénységben, képei eladásából élt, művei csak halála után váltak értékessé.
1880-ban családjával egy kis faluba költözött Moret-sur-Loing mellett, közel a fontainebleau-i erdőhöz, ahol a barbizoni iskola festői alkottak a század elején. Festményei a tanúk rá, mennyire megszerette ezt a tájat. Impresszionista társaitól eltérően soha nem törekedett tengeri viharok vagy a Côte d’Azur ragyogó színeinek ábrázolására.
1897. augusztus 5-én hivatalosan is összeházasodott feleségével Cardiffban (Wales). A következő évben francia állampolgárságért folyamodott, de azt nem kapta meg, így élete végéig brit alattvaló maradt. Moret-sur-Loing-ban hunyt el 59 éves korában, gégerákban, néhány hónappal felesége halála után.

## Művészete

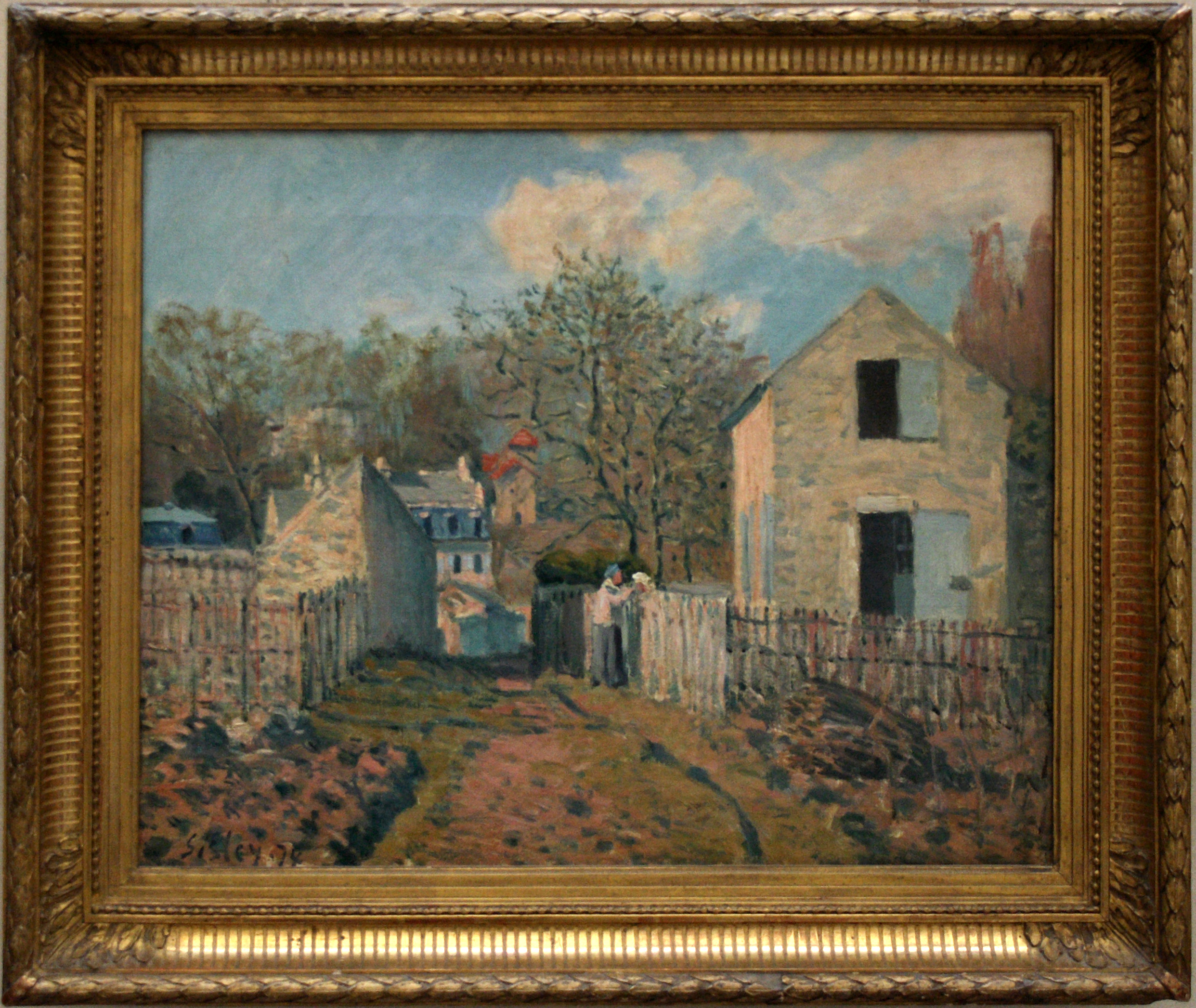
Festménye a Musée d’Orsay-ban

Sokan Sisleyt tartják a "legtisztább" impresszionistának. Részt vett az impresszionisták első kiállításán 1874-ben, majd a következőkön is 1876-ban, 1877-ben és 1882-ben. Összesen mintegy 900 olajfestményt alkotott, szinte mind franciaországi tájakat ábrázol, de festett néhány képet Londonban és Cardiffban is.
Az 1857 és 1861 közötti, Londonban töltött éveken, valamint 1874-ben, 1881-ben, és 1897-ben tett rövid angliai utakon kívül Sisley egész életét Franciaországban élte le. William Turner és John Constable esetleges hatása mellett művészettörténészek nagyobb jelentőséget tulajdonítanak Gustave Courbet és Jean-Baptiste Camille Corot befolyásának Sisley munkásságára.
Az impresszionisták között képei Camille Pissarro munkáihoz állanak a legközelebb. 
Tájképein, ahol embereket alig ábrázol, dominál a fények játéka. Feltűnő a hó iránti lelkesedése. Egy barátjának küldött levelében írta: „Minden festmény olyan helyet ábrázol, amelybe a festő beleszeretett”.

## Galéria

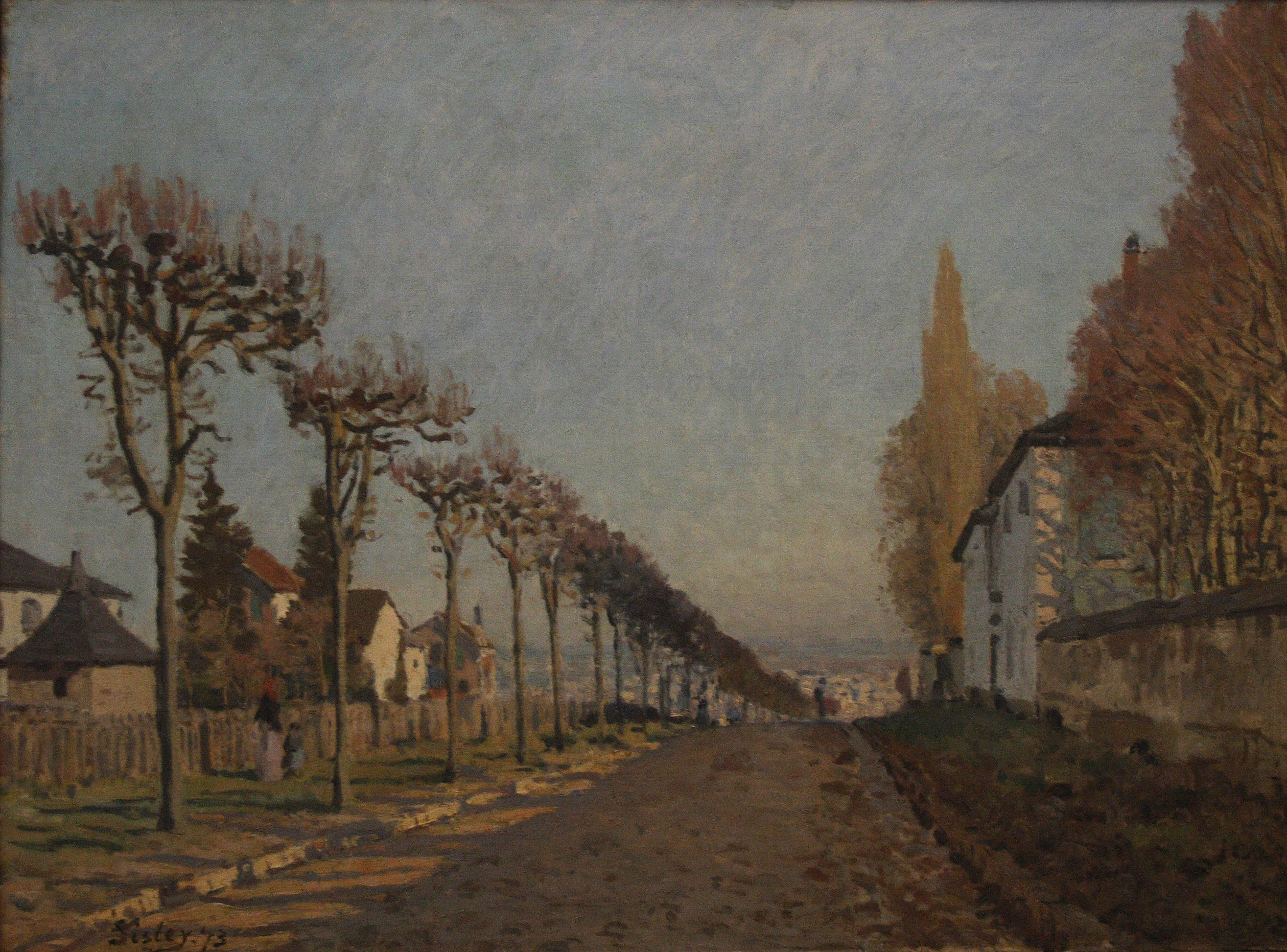
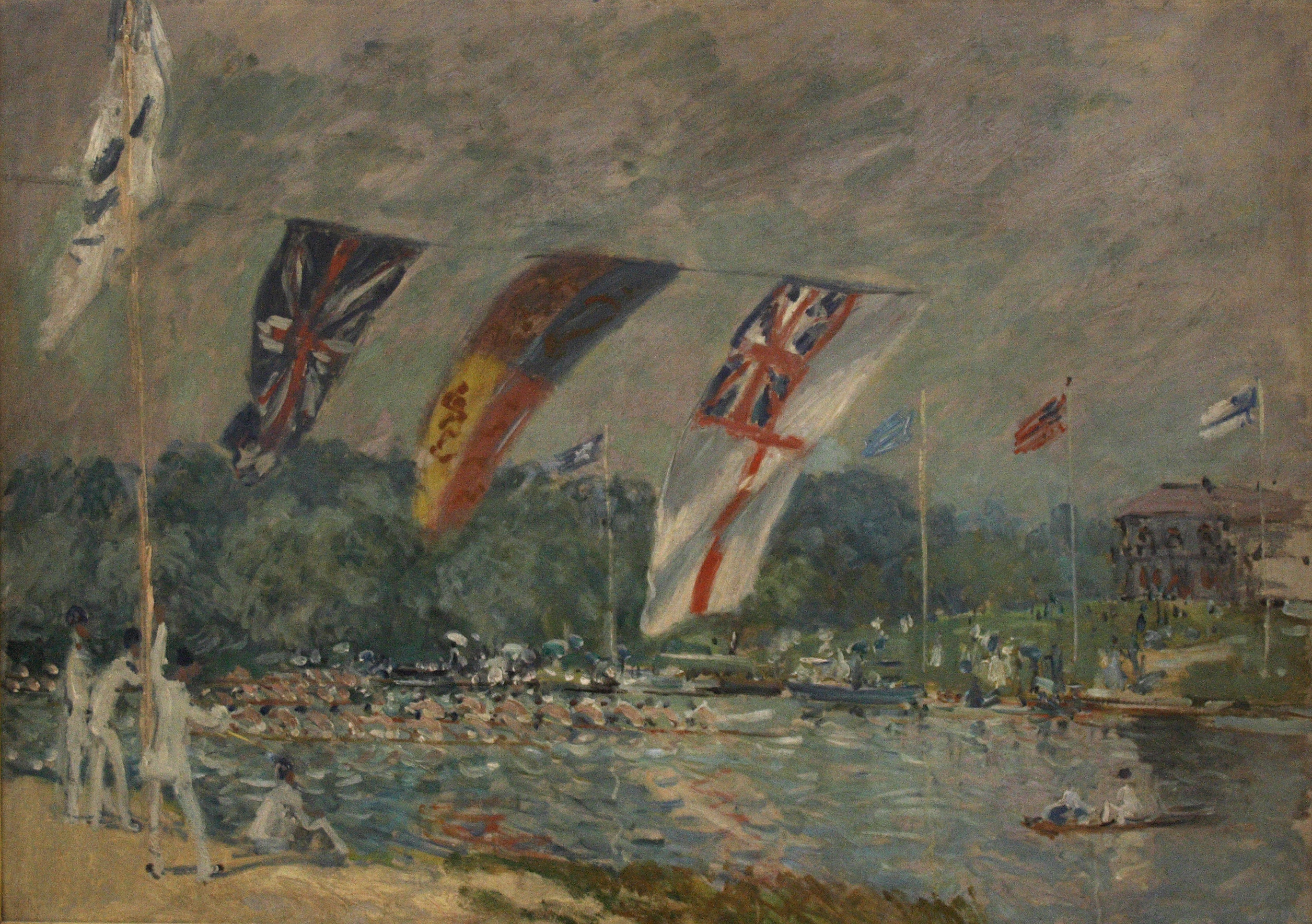
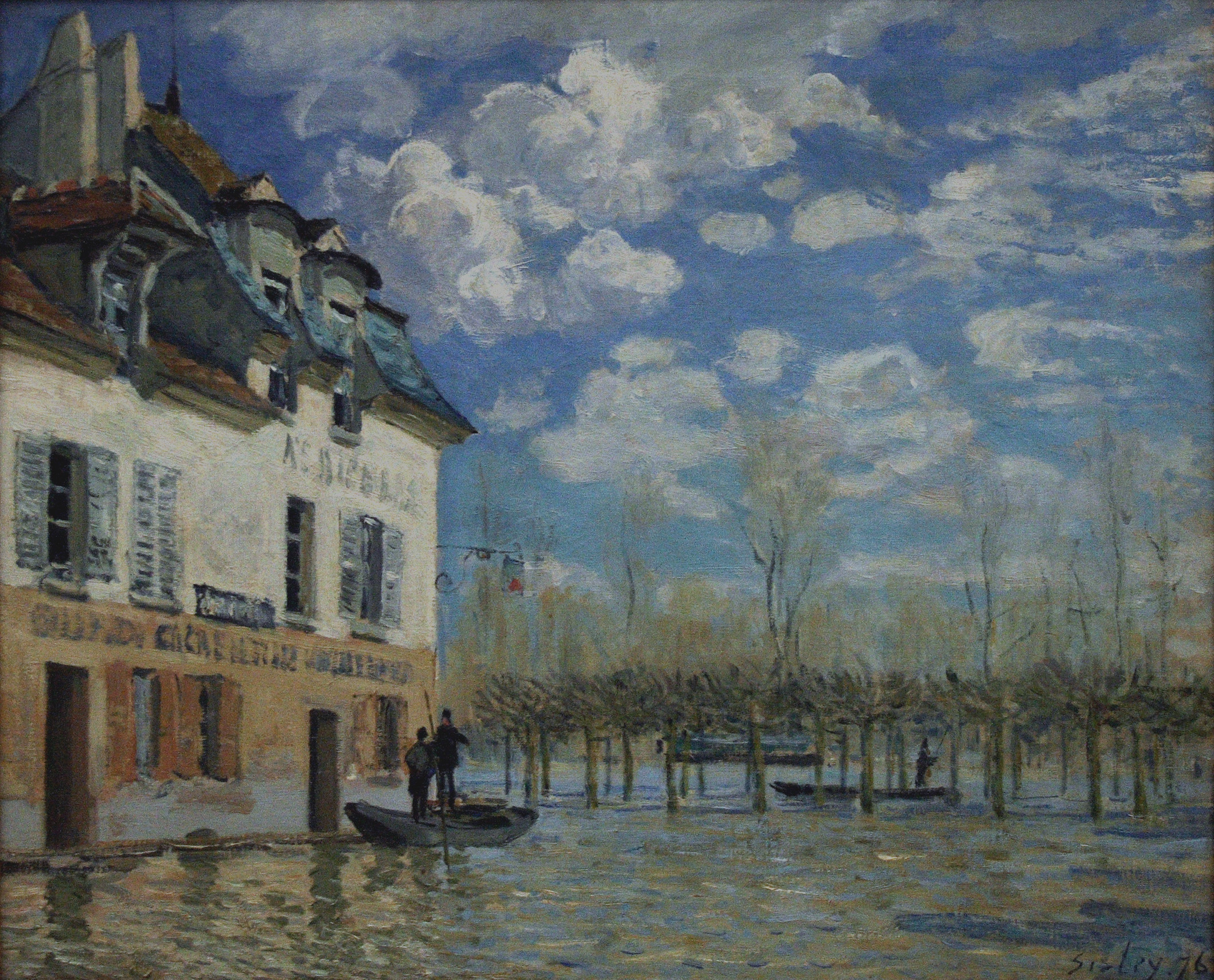
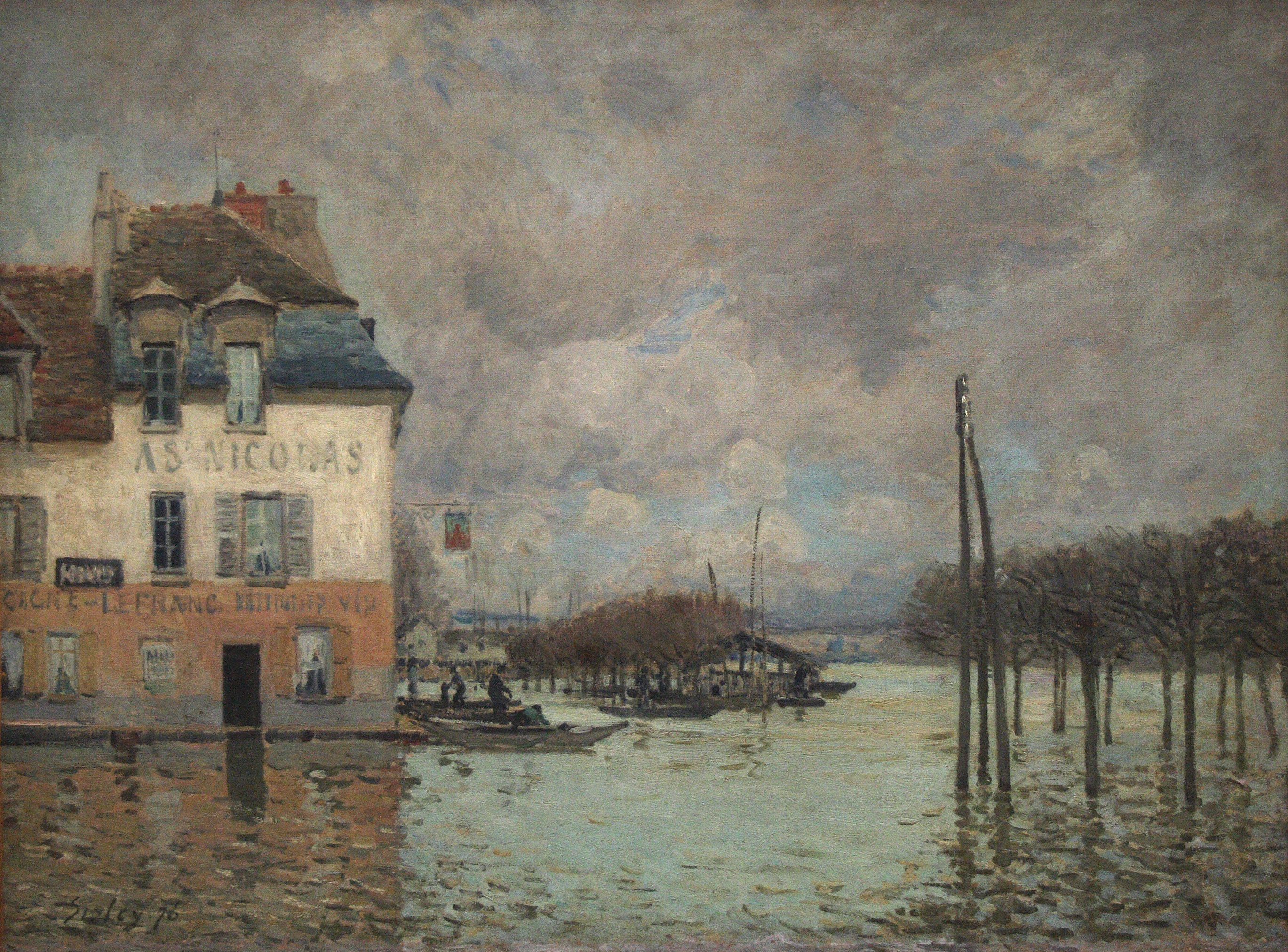
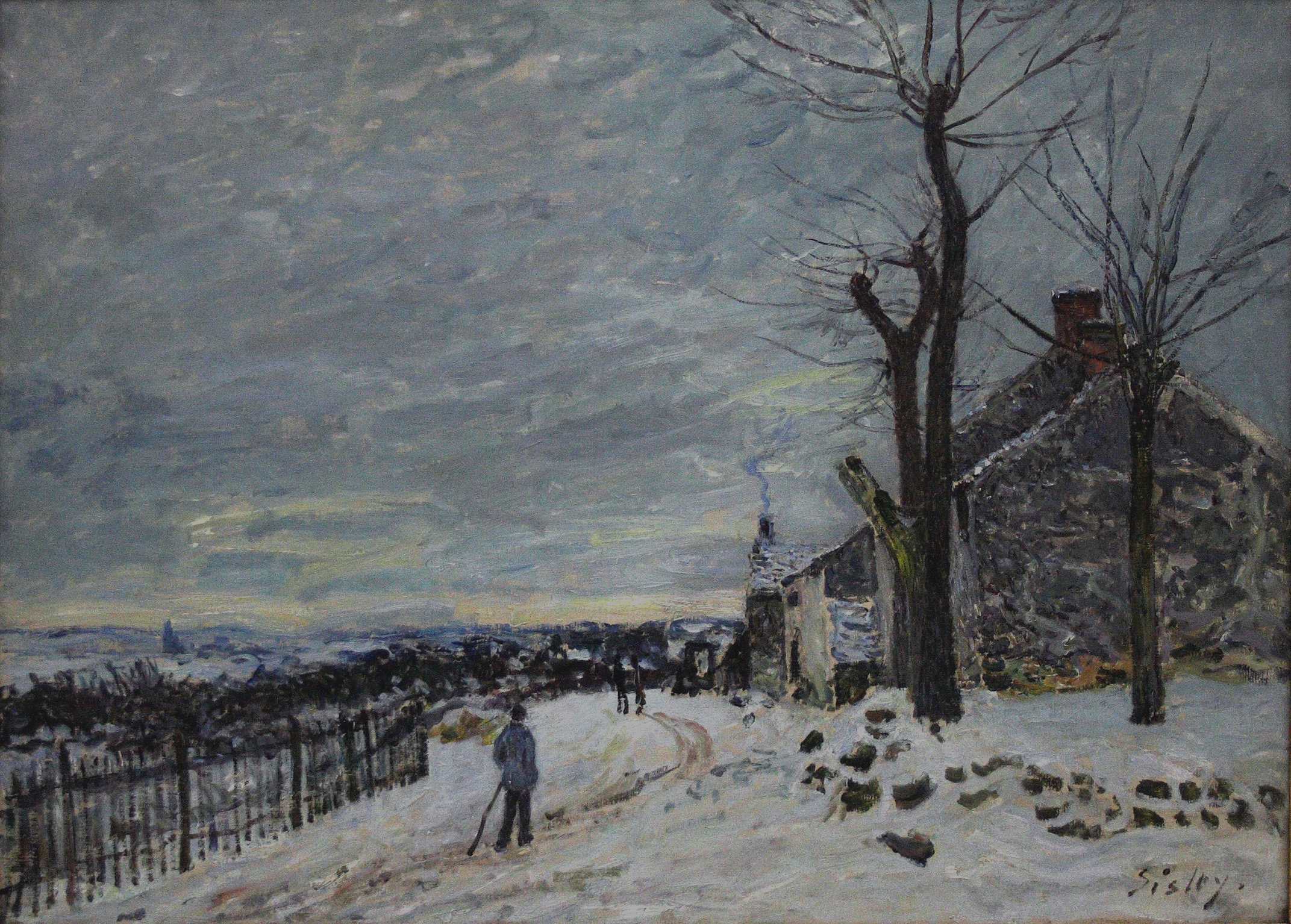
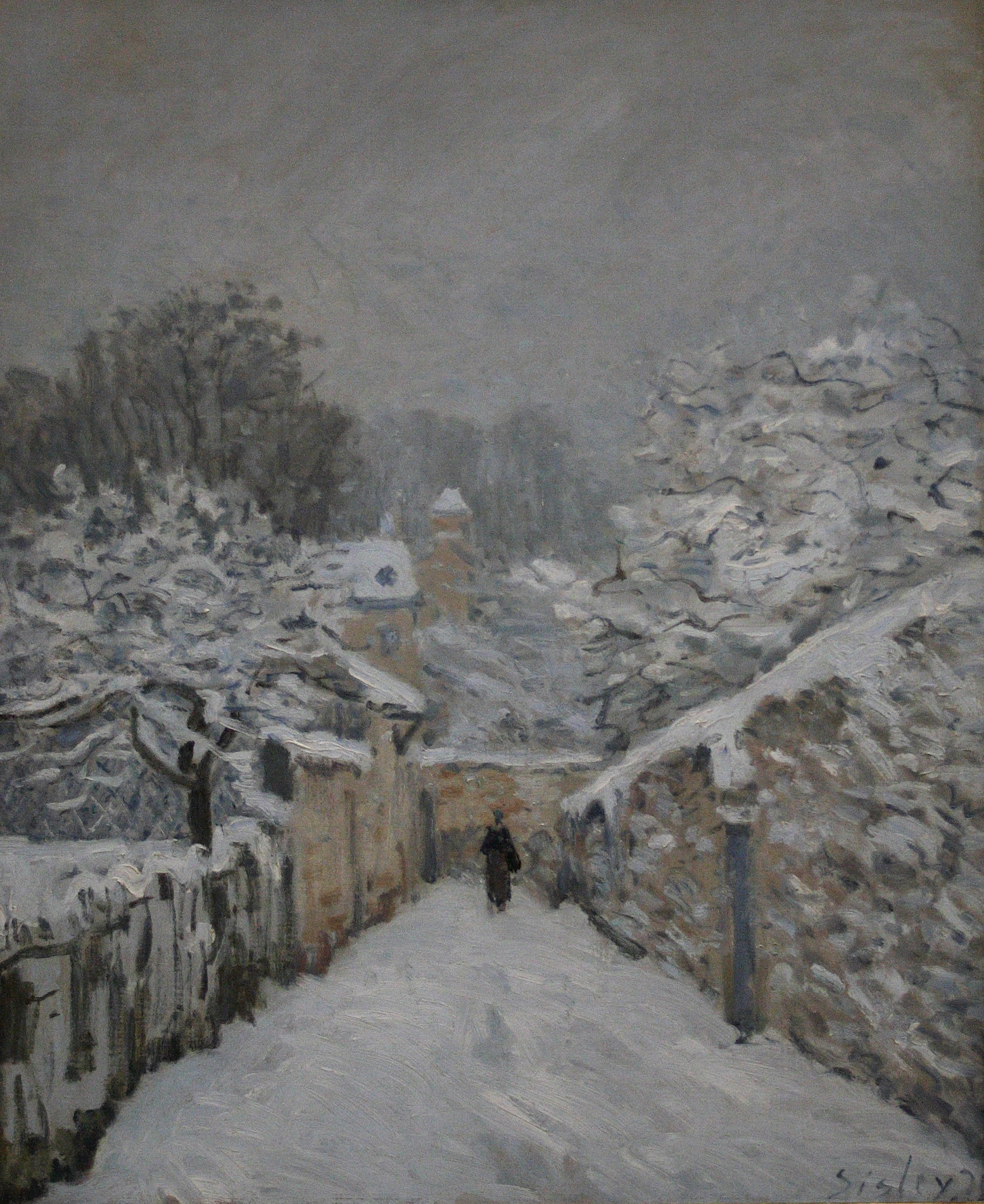
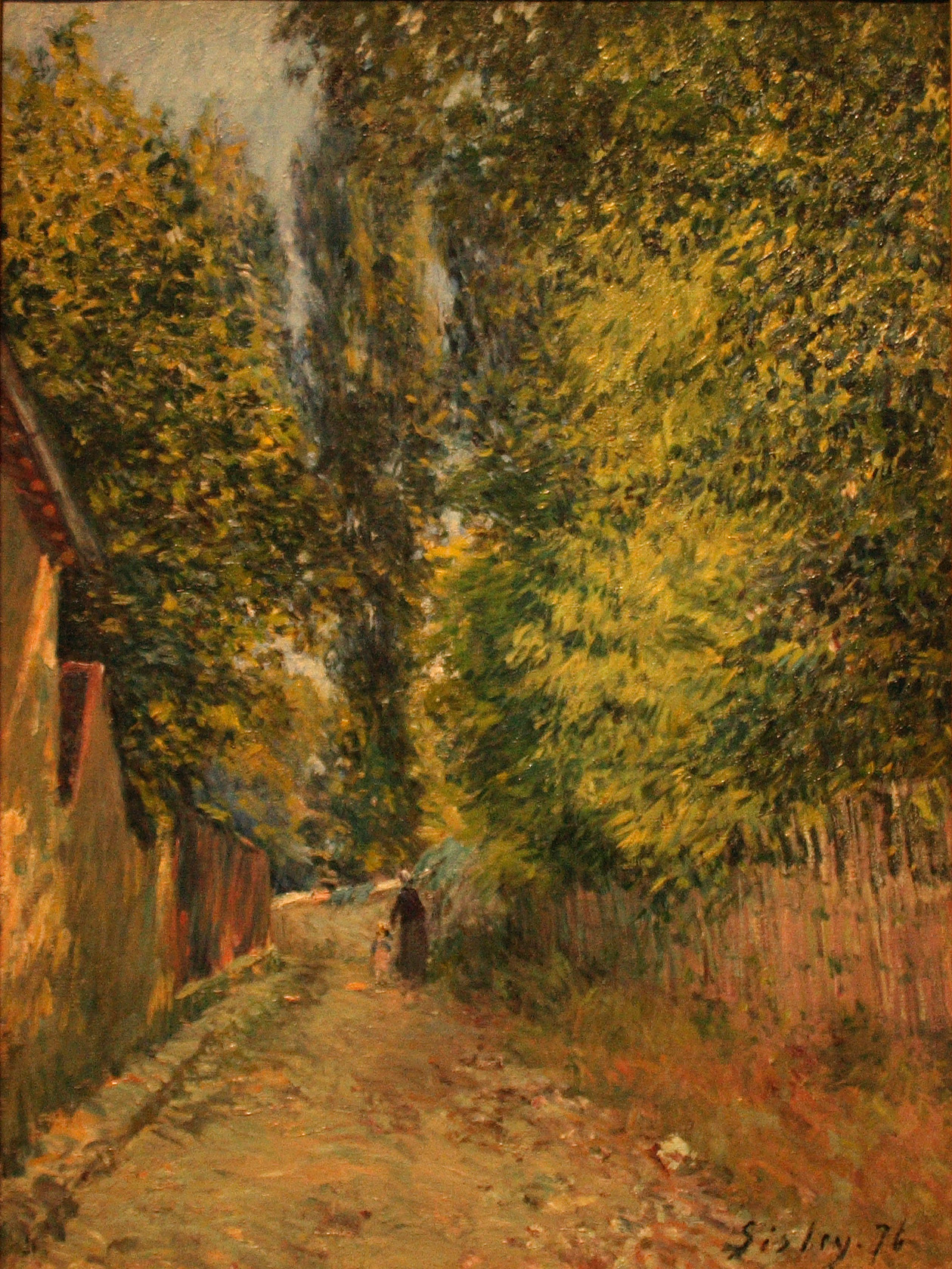
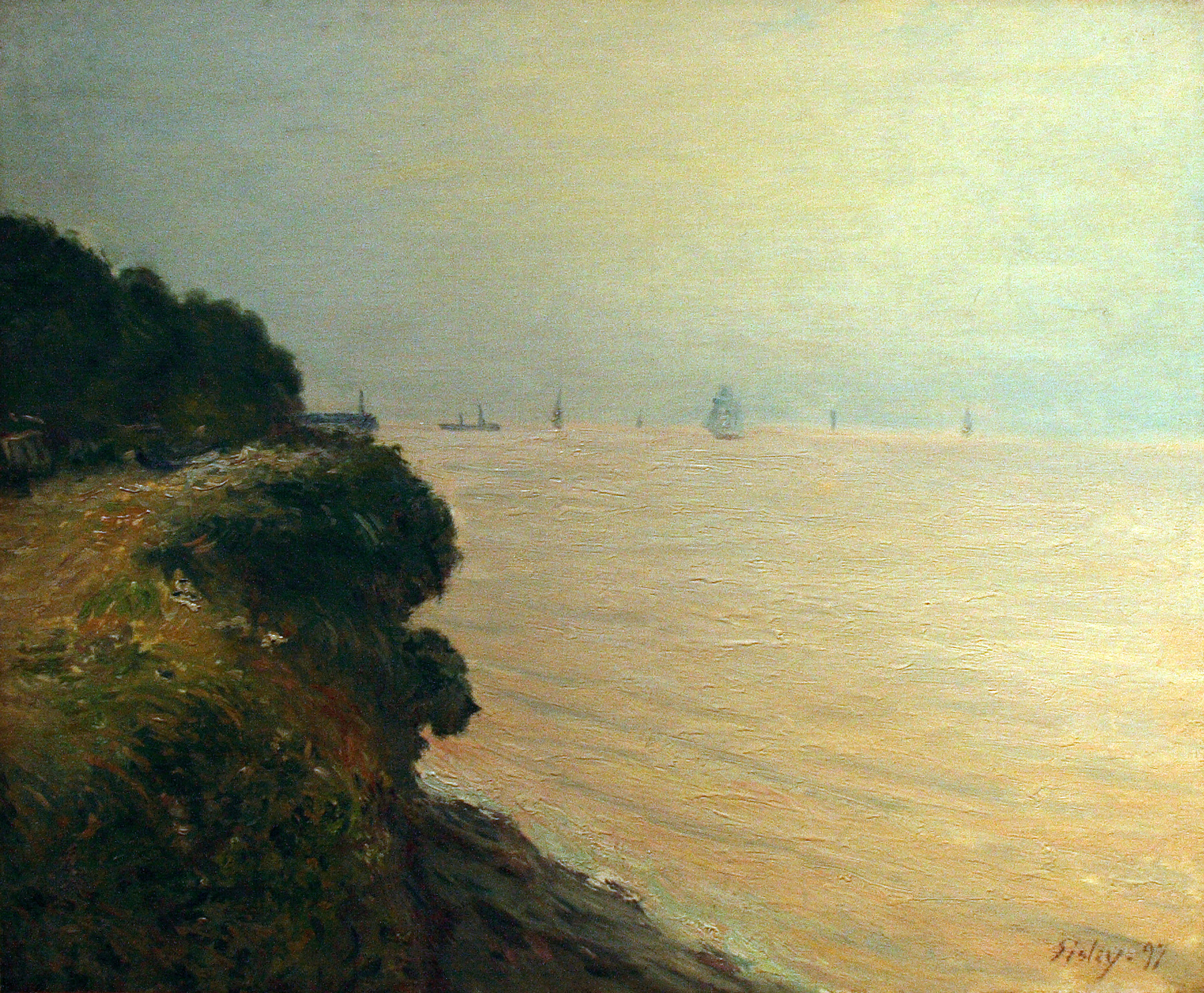